# Dobšiná
Dobšiná (ungerska Dobsina, ty. Dobschau) är en stad i Slovakien, nordväst om Košice. Byn hade 2005 5 125 invånare. Den grundades av tyskar på 1500-talet.
I närheten av staden finns den världsarvsförklarade Dobšinás isgrotta (även kallad Dobsina-isgrottan).